# 杰伊·赖特
杰伊·赖特（英語：Jay Wright，1935年5月25日—）是非裔美国诗人、剧作家、散文家，在美國新墨西哥州阿尔伯克基出生，后來移居佛蒙特州布拉德福德。主要作品有《历史的维度》（1976）、《科莫的双重发明》（1980）等。

## 职业生涯
赖特生于阿尔伯克基，有非洲人和美洲原住民血统，十几岁时随父亲迁居加利福利亚州圣佩德罗。高中时打过职业棒球，大多时候为太平洋岸联盟的小联盟球队圣地牙哥教士队效力。1954年起为美国陆军医疗队服务三年。
之后，他在加州大学伯克利分校和罗格斯大学学习比较文学。20世纪60年代，他到哈莱姆区生活工作，与非裔美国作家亨利·杜马斯、拉里·尼尔等人成为好友。
多年来，赖特先后任职于耶鲁大学塔拉迪加学院、陶格鲁学院、德州南方大学、邓迪大学等学校。

## 创作
赖特的诗歌往往带有自传和寓言的性质，既受到美国西南部文化的影响，又致力于发掘非洲传统。评论家们有时会将他与T·S·艾略特、沃尔特·惠特曼、哈特·克莱恩相比较。
1971年，他在墨西哥发表了第一部诗集《归来的歌手》（The Homecoming Singer），表达人对于社会环境和个人身份的疏离感，沟通未来及过去。这些诗歌偏散文化，有着独特的行文节奏。1976年，他发表了《占卜者与预兆》（Soothsayers and Omens）和《历史的维度》（Dimensions of History），两本书都适用了基于非洲传统宗教的神话隐喻。赖特频繁使用典故。显示出对多贡人、班巴拉人、阿坎人和努尔人神话的理解。哈罗德·布鲁姆在《新共和国》上发表文章称《历史的维度》是“由小出版社出版的本年度最佳诗集”。
1980年发表的《科莫的双重发明》描写班巴拉人的仪式，第一部分写典礼开始前的准备，包括一出象征创世的舞蹈，第二部分写仪式的过程。这部书浓缩了赖特自己的文学经历，表达了作者对人类智慧的理解。接下来的《伊莱恩之书》（Elaine’s Book，1986）、《短外套》（Boleros，1991）在语音语调上都有新的探索，标准英语、黑人英语、西班牙语在书中均有运用。1987年《杰伊·赖特诗选》出版，收集了过去的诗作，哈罗德·布鲁姆为其写了后记。
赖特的其他作品还包括长诗《阅读缺席的像样艺术》（The Presentable Art of Reading Absence，2008）、《多项式和花粉：比喻、谚语、范式与赞美洛伊丝》（Proverbs, Paradigms, and Praise for Lois，2008），诗集《变形》（Transfigurations，2000）、《迷失方向：落地》（Disorientations: Groundings，2013）等。